# ليودميلا جورشينكو
لودميلا ماركوفنا جورتشينكو (من مواليد جورشينكوف) (بالروسية: Людмила Марковна Гурченко ، غير رسمية - لوسيا، 12 نوفمبر 1935 - 30 مارس 2011)، كانت ممثلة ومغنية وفنانة سوفيتية وروسية شهيرة. فنانة الشعب لاتحاد الجمهوريات الاشتراكية السوفياتية (1983).

## السيرة الشخصية
ولدت ليودميلا جورتشينكو في خاركيف، اتحاد الجمهوريات الاشتراكية السوفياتية (أوكرانيا الآن) في عام 1935 باسم ليودميلا جورتشينكوف لمارك جافريلوفيتش جورتشينكوف (1898-1973) وييلينا ألكساندروفنا سيمونوفا-جورتشينكوف (1917-1999). ينحدر والدها من عائلة بسيطه روسية، بينما كانت والدتها من طبقة النبلاء الروسية - وكلاهما من جميع أنحاء سمولينسك.   
قبل الحرب العالمية الثانية كانوا يعيشون في شقة بغرفة واحدة في الطابق الأرضي. في ذلك الوقت، كان والداها يعملان في جمعية خاركيف الفيلهارمونية. عُرف مارك جورشينكو بلعب البيان (الأكورديون الروسي). أمضت جورتشينكو جزءًا من طفولتها مع والدتها أثناء فترة الاحتلال الألماني لاتحاد الجمهوريات الاشتراكية السوفياتية في مدينتها الأصلية، بينما انضم والدها إلى الجيش ونجا من الحرب مع لواءه الموسيقي. بعد انسحاب الجيش الألماني من خاركيف، خضعت جورتشينكو لاختبار لمدرسة بيتهوفن الموسيقية المحلية، حيث أدت أغنية مع الإيماءات، وبعد ذلك تم قبولها كطالبة بالوكالة.